# Sigar
Sigar (System Information Gatherer And Reporter) è una libreria software sviluppata da  Doug MacEachern e distribuita sotto licenza Apache che fornisce un'interfaccia di programmazione multipiattaforma per funzionalità di sistema a basso livello. Fornisce binding per molti linguaggi di programmazione ed è stata portata su oltre 25 combinazioni di architetture hardware e sistemi operativi.